# Mare de Déu del tovalló
La mare de Déu del tovalló (Bartolomé Esteban Murillo, vers 1666, oli sobre llenç, mida 72 cm × 67 cm, Museu de Belles Arts de Sevilla.

## Una llegenda barroca
A mitjans s. XVII, Murillo era un dels pintors més apreciats a Sevilla per la seva gran sensibilitat. Un dels encàrrecs més importants que va fer fou el conjunt de setze pintures per l'església del convent dels caputxins, que s'havien d'integrar en el retaule major i a les capelles laterals.
En el cas d'obres complexes com aquesta, era habitual que el pintor es traslladés a viure al convent, o si més no que hi dinés, per evitar perdre temps amb els desplaçaments. Sembla que el frare encarregat de la cuina el va convidar sovint a compartir l'àpat amb la comunitat al refetor. Però vet aquí que un dia van trobar a faltar un tovalló. Explica la llegenda que va ser Murillo qui se'l va apropiar per pintar-hi aquesta Mare de Déu el nen tan tendres, per entregar-lo després als monjos en senyal d'agraïment.
Una segona versió de la història explica que va ser un frare qui va demanar al pintor una imatge petita de la Mare de Déu per poder resar tot sol a la seva cel·la. Murillo ho va acceptar, però li va demanar un llenç. I el monjo, que no tenia recursos, va tenir la pensada d'entregar-li un tovalló de fil.
Ambdues històries, recollides per primer cop el 1883 al llibre d'O'Neill A Dictionary of Spanish Painting, no són més que llegendes. Els tècnics del Museu de Belles Arts de Sevilla han verificat que l'obra és un llenç, i no pas tela d'estovalles. Tot i això ningú la coneixerà mai d'altra manera que com La Mare de Déu del tovalló.